# 聖西蒙和赫倫那教堂

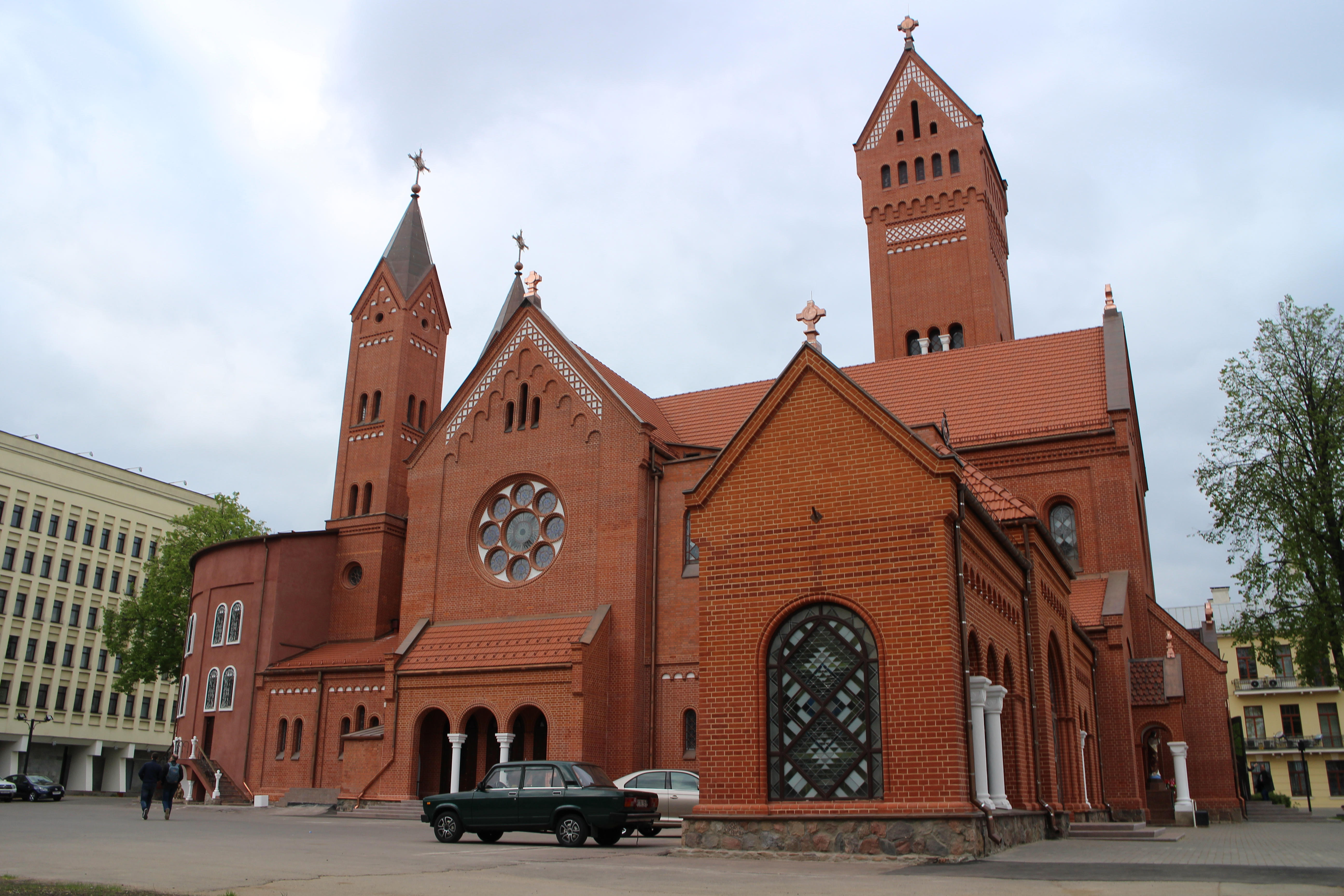
聖西蒙和赫倫那教堂

聖西蒙和赫倫那教堂，又稱紅教堂，是位於白俄羅斯明斯克的一座教堂建築。聖西蒙和赫倫那教堂由波蘭建築師Tomasz Pajzderski和Władysław Marconi設計，開工於1905年，竣工於1910年。蘇聯統治時期教堂被關閉。蘇聯解體之後聖西蒙和赫倫那教堂恢復了其教堂功能，現在是白俄羅斯天主教中心。

## 外部連結
- Unofficial website of the church
- Jurkau kutoczak — Юркаў куточак — Yury's Corner. Касьцёл Сьвятых Сымона і Алены (Чырвоны касцёл) （页面存档备份，存于）
- Photos at Radzima.org
- Photos at Globus.tut.by

53°53′47″N 27°32′51″E / 53.896519°N 27.547478°E